# Aserbaidschanischer Fußballpokal 2019/20
Der Aserbaidschanischer Fußballpokal 2019/20 war die 28. Austragung des Pokalwettbewerbs im Fußball in Aserbaidschan. Gemäß der Entscheidung des AFFA-Exekutivkomitees wurde der Wettbewerb um den Aserbaidschanischen Pokal für die Saison 2019/20 aufgrund der globalen Pandemie von COVID-19 nach dem Viertelfinale ausgesetzt und ohne Wiederaufnahme am 18. Juni 2020 beendet. Kein Team wurde zum Sieger erklärt.

## Modus
In der 1. Runde wurden die Begegnungen in einem Spiel entschieden. Bei unentschiedenem Ausgang wurde das Spiel verlängert und gegebenenfalls durch Elfmeterschießen entschieden.
Im Viertelfinale wurden die Sieger in Hin- und Rückspiel ermittelt. Bei Torgleichstand in beiden Spielen zählte zunächst die größere Zahl der auswärts erzielten Tore; gab es auch hierbei einen Gleichstand, wurde das Rückspiel verlängert und ggf. ein Elfmeterschießen zur Entscheidung ausgetragen. 

## Teilnehmer
| Premyer Liqası (8)                                                                                          | Birinci Divizionu (4)                                      |
| --- | ---------------------------------------------------------- |
| - FK Keşlə - Neftçi Baku PFK - FK Qarabağ Ağdam - FK Qəbələ - Səbail FK - Sabah FK - Sumqayıt PFK - Zirə FK | - FK Ağsu - PFK Kəpəz - Qaradağ Lökbatan FK - Zaqatala PFK |

## 1. Runde
In dieser Runde nahmen vier Erstligisten und vier Zweitligisten teil.
| Datum      |                  | Ergebnis |                          |
| ---------- | ---------------- | -------- | ------------------------ |
| 03.12.2019 | FK Keşlə (I)     | 3:1      | PFK Kəpəz (II)           |
| 04.12.2019 | Sabah FK (I)     | 5:0      | FK Ağsu (II)             |
| 04.12.2019 | Zirə FK (I)      | 4:0      | Qaradağ Lökbatan FK (II) |
| 04.12.2019 | Sumqayıt PFK (I) | 2:0      | Zaqatala PFK (II)        |

## Viertelfinale
Teilnehmer: Die vier Sieger der 1. Runde und vier weitere Erstligisten.
| Datum             |                      | Gesamt |                  | Hinspiel | Rückspiel |
| ----------------- | -------------------- | ------ | ---------------- | -------- | --------- |
| 15.12./19.12.2019 | FK Qəbələ (I)        | 6:2    | Sabah FK (I)     | 3:0      | 3:2       |
| 15.12./19.12.2019 | Səbail FK (I)        | 0:1    | Zirə FK (I)      | 0:0      | 0:1       |
| 16.12./20.12.2019 | Neftçi Baku PFK (I)  | 0:1    | Sumqayıt PFK (I) | 0:1      | 0:0       |
| 16.12./20.12.2019 | FK Qarabağ Ağdam (I) | 4:1    | FK Keşlə (I)     | 1:0      | 3:1       |

## Halbfinale
Wettbewerb am 18. Juni 2020 abgebrochen.
| Datum             |                  | Gesamt |                      | Hinspiel | Rückspiel |
| ----------------- | ---------------- | ------ | -------------------- | -------- | --------- |
| 13.07./21.07.2020 | FK Qəbələ (I)    | -:-    | Zirə FK (I)          | -:-      | -:-       |
| 13.07./21.07.2020 | Sumqayıt PFK (I) | -:-    | FK Qarabağ Ağdam (I) | -:-      | -:-       |